# The Legend of Chin
Albums de Switchfoot
New Way to Be Human
(1999)
The Legend of Chin est le premier album du groupe de rock alternatif américain, Switchfoot sorti le 17 juin 1997 sous un label indépendant nommé Re: Think Records.

## Liste des pistes
1. Bomb – 2:46
2. Chem 6A – 3:11
3. Underwater – 3:46
4. Edge of My Seat – 2:47
5. Home – 4:03
6. Might Have Ben Hur – 2:38
7. Concrete Girl – 5:05
8. Life and Love and Why – 2:52
9. You – 4:13
10. Ode to Chin – 2:15
11. Don't Be There – 4:22